# Центр интерпретации

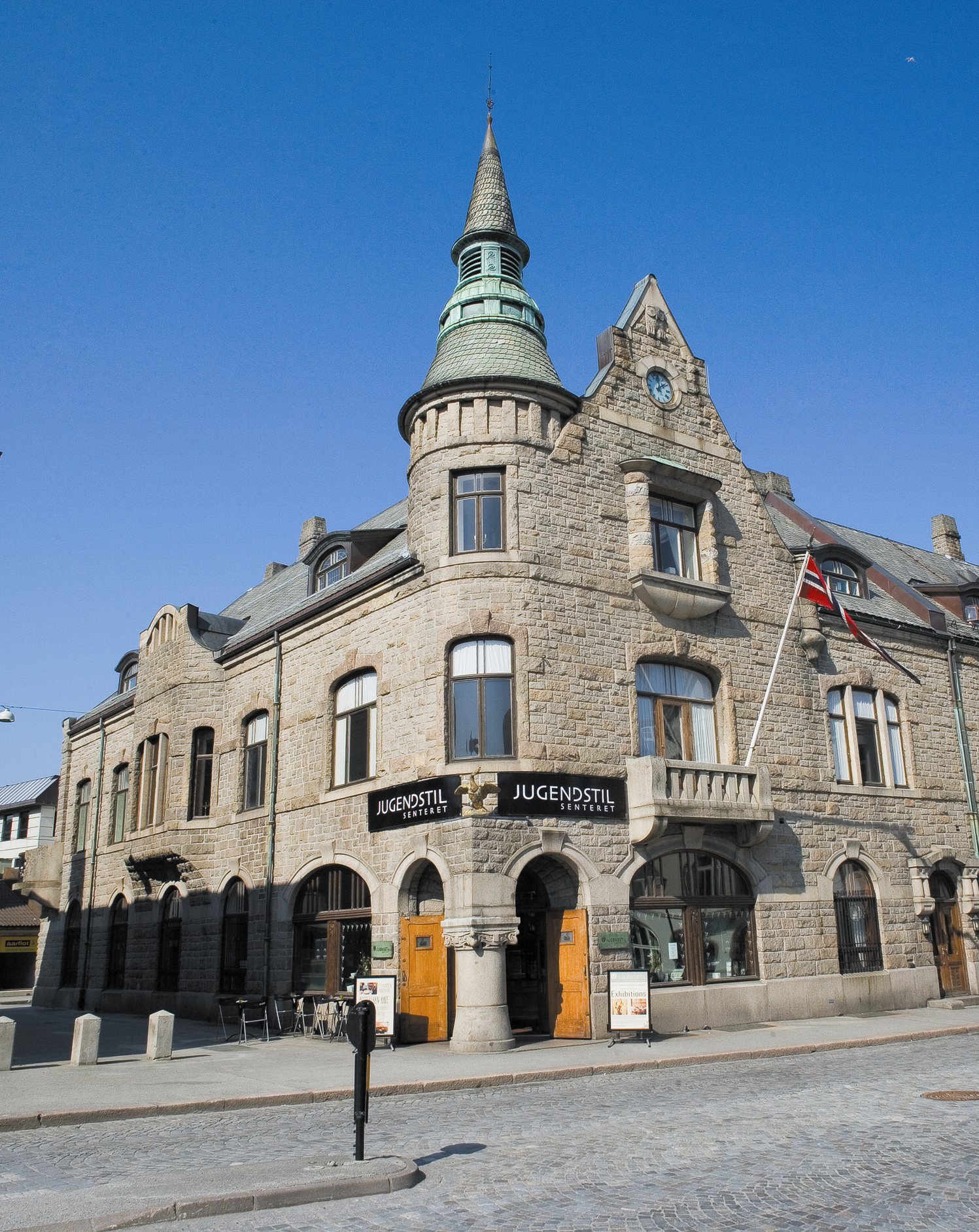
Центр интерпретации в стиле арт-нуво (югендстиль) в г. Олесунн, Норвегия.

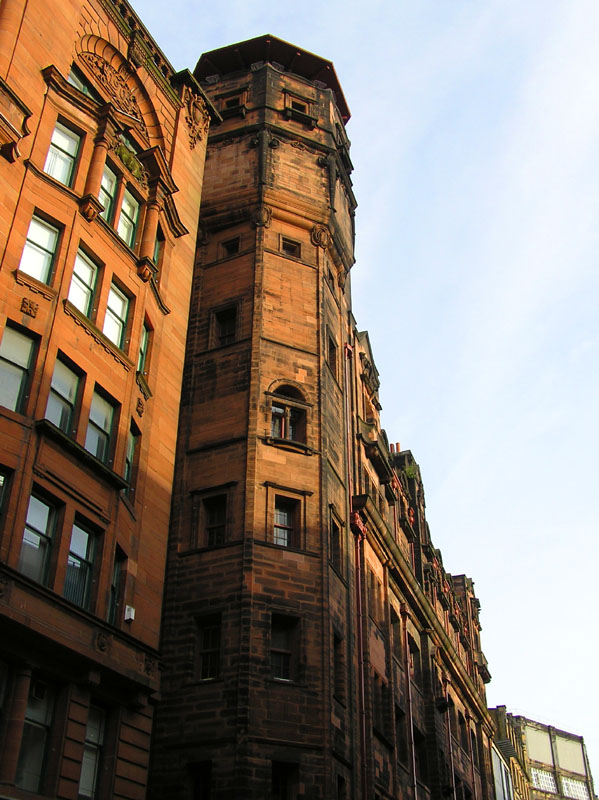
Центр интерпретации Макинтош в здании «Маяк», где располагалась редакция газеты Glasgow Herald, которую издавал Чарльз Ренни Макинтош.

Центр интерпретации (англ. Interpretation centre) — распространённый в Европе и Канаде тип организаций, направленных на сохранение и распространение знаний о местном культурном наследии. Термин «интерпретация культурного наследия» происходит из европейской философии герменевтики. Их можно рассматривать как особый тип музея с информационным центром, или как разновидность экомузея, расположенного в привязке к культурно-историческому или природному памятнику или местности.
Центры интерпретации используют различные презентационно-информационные возможности с тем, чтобы помочь посетителям понять важность местного наследия, стимулировать их интеллектуальную и эмоциональную привязанность к наследию. Помимо предоставления информации и презентаций, могут устраиваться мини-спектакли и т. д.
Центр интерпретации является подходящей альтернативой традиционным краеведческим музеям в муниципалитетах, где на создание таких полномасштабных музеев не хватает денег. Центры интерпретации содействуют привлечению туристов.
В отличие от традиционных музеев, основная цель центров интерпретации состоит не в том, чтобы собирать и сохранять артефакты; скорее это специальные учреждения для разъяснения важности местного наследия. Они могут, хотя и не обязательно, играть педагогическую или просветительскую роль. Для сбора и сохранения артефактов центры интерпретации обычно обращаются к сторонним специализированным агентствам и организациям.